# Aiguille de Blaitière
L'aiguille de Blaitière, qui culmine à 3 522 m d'altitude, est l'une des principales aiguilles de Chamonix dans le massif du Mont-Blanc.

## Toponymie

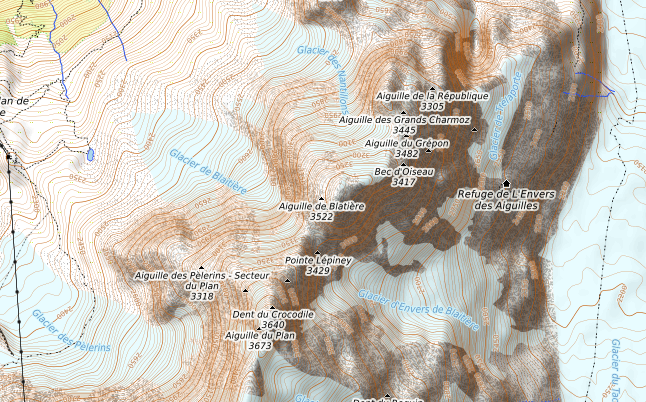
Carte topographique de l'aiguille.

Les noms des montagnes font partie des couches les plus anciennes des toponymes. La plupart du temps ils sont d'origine celte ou indo-européenne. Pour l'aiguille de Blaitière la racine celte est le mot blato / blatu,. Dans la langue gauloise un même mot désigne deux choses bien différentes : la fleur et la farine. On retrouve cette homonymie dans d'autres langues. En anglais par exemple la farine est flour et la fleur est flower. Les deux mots se prononcent presque de la même manière. Même chose en néerlandais où bloem signifie à la fois « fleur » et « farine ». La fleur étant la partie supérieure d'une plante, il n'est pas surprenant que ce mot ait pu être utilisé pour désigner des sommets. Il pourrait également s'agir d'une référence à une divinité (« la fleurie » ?). Les peuples traditionnels ont donné aux montagnes les noms de leurs divinités.
Sous le régime de Vichy, le sommet Nord (pointe ou aiguille de Chamonix) fut rebaptisé « pointe Maréchal-Pétain » ou « pic Maréchal-Pétain ».

## Topographie
L'aiguille de Blaitière compte trois sommets : 
- la pointe Centrale (point culminant, 3 522 m) ;
- la pointe Sud (3 521 m), toute proche ;
- la pointe Nord aussi appelée pointe ou aiguille de Chamonix (3 507 m) nettement détachée, de l'autre côté de la brêche de Blaitière (3 449 m), en haut du couloir Spencer.

## Alpinisme

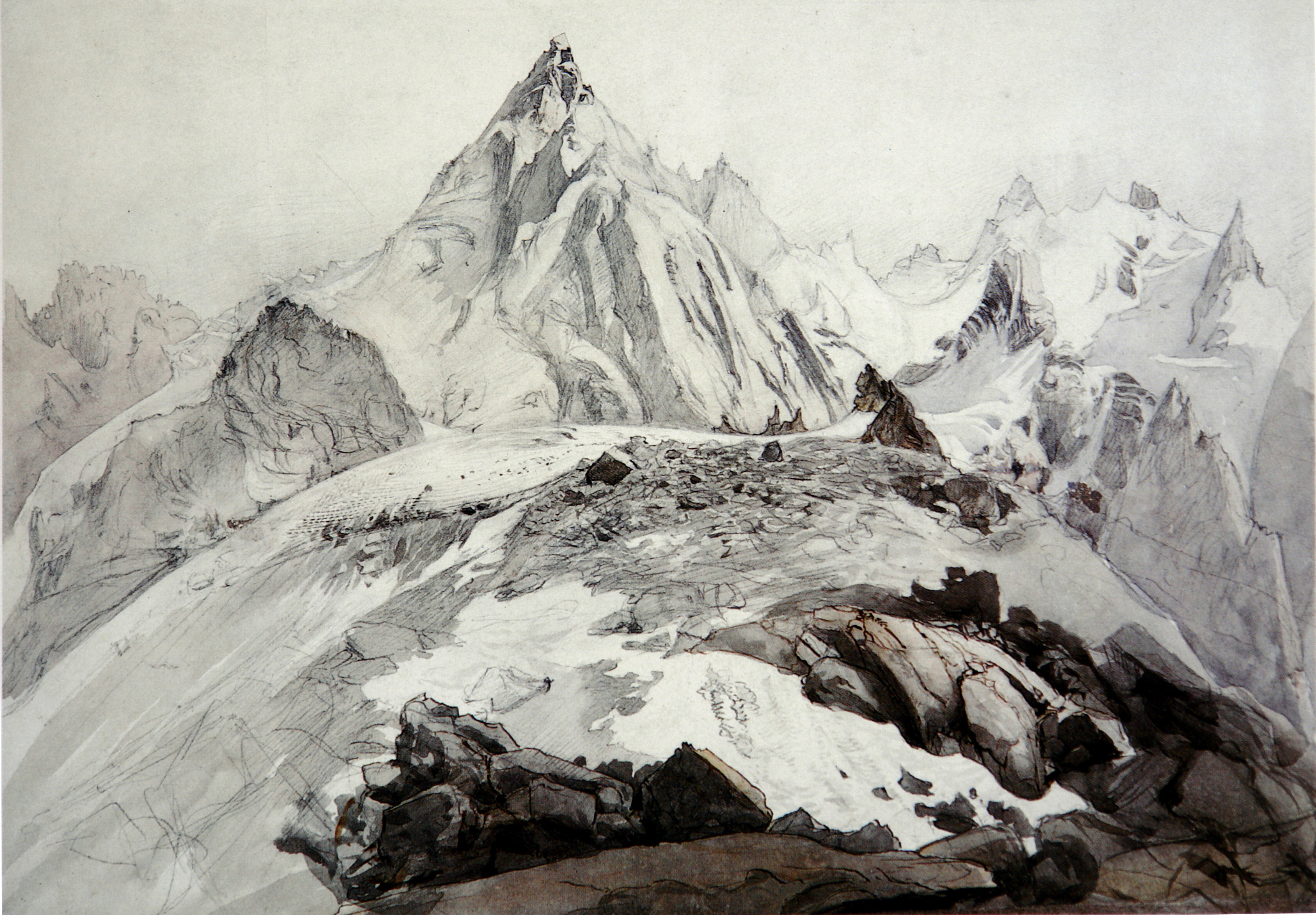
L'aiguille de Blaitière, aquarelle de John Ruskin (1856)

- 1873 - Première ascension de la pointe Nord réalisée par Thomas Stuart Kennedy et J.A.G. Marshall avec les guides Johann Fischer et Ulrich Almer
- 1874 - Première ascension de la pointe Centrale effectuée le 6 août par E.R. Whitwell avec Christian Lauener et Johann Lauener
- 1898 - Ouverture de la voie la plus classique, le couloir Spencer (AD, 200 m à 51°, par S. Spencer avec les guides Christian Jossi et Ulrich Almer, le 7 août
- 1936 - Face sud par Raymond Leininger et Neuenschwander
- 1937 - Arête sud-est par Raymond Leininger et Jean Leininger

La face Ouest est parcourue par de nombreuses voies d'escalade, notamment la voie britannique (Joe Brown et Don Whillans le 25 juillet 1954), avec la célèbre fissure Brown (6b/c), franchie pour la première fois en libre par Robert Paragot.